# 天野高志
天野 高志（あまの たかし、1967年 - ）は、愛知県名古屋市出身の将棋アマチュア選手。

## 概要
小学校2年から将棋を始める。高校時代から将棋に熱中し始め、高校や名古屋大学時代には将棋部に在籍して主将を務めた。名古屋大学将棋部時代の1989年にアマ王将戦で優勝し、1990年にクボタ在籍時代に全日本アマ名人戦で優勝した。1990年度の第4期竜王戦では、アマチュア枠で出場してプロ相手に3連勝した。
1992年から名古屋市役所に転職。同年5月に作家の団鬼六による仲介の下で真剣師の小池重明と2度対局し2回とも敗れた（これが小池の最後の対局となり数日後に死去した）。
1993年に朝日アマ名人戦優勝とグランドチャンピオン戦優勝。1999年にグランドチャンピオン戦優勝。2004年朝日アマ名人戦優勝。
2012年に名古屋市役所を退職した。